# Marängsviss

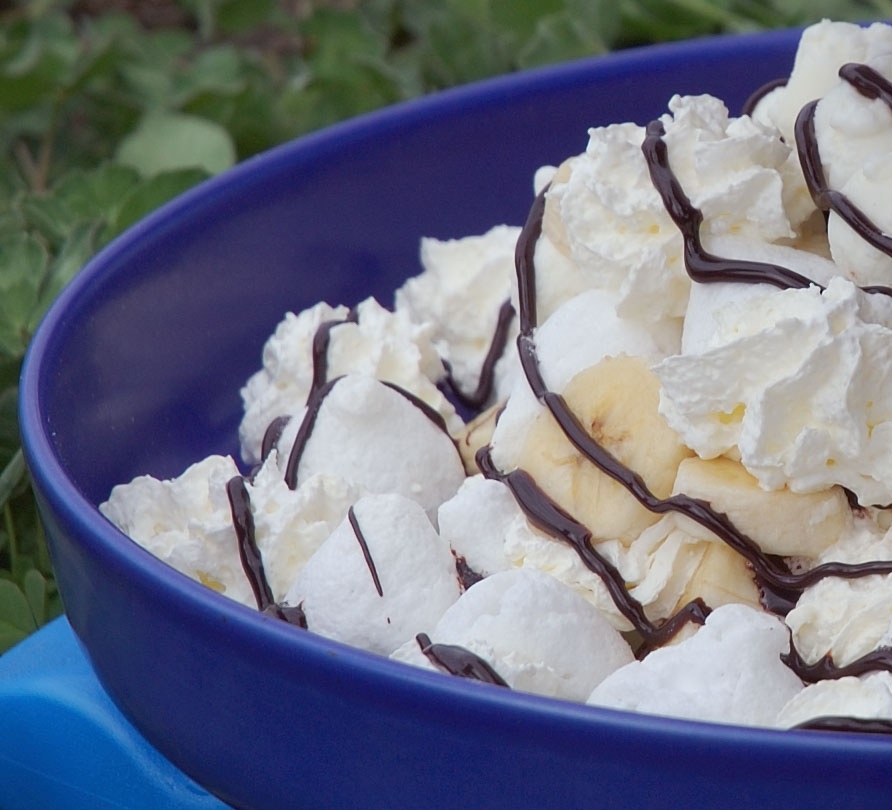
Marängsviss

Marängsviss [maräng`sviss] (med äldre svensk stavning även marängsuisse) är en dessert gjord på maräng, vispad grädde och chokladsås. Ett äldre svenskt namn är hovdessert ['håv-]. Ibland ingår även glass och/eller bananer i marängsviss.
Rättens namn kommer av franskans meringue suisse, vilket är den franska benämningen på maränger gjorda på äggvita och strösocker, till skillnad från exempelvis meringue italienne som görs med smält socker. I Sverige har denna term sedan givit upphov till namnet på en speciell rätt – marängsuisse; formen marängsviss är belagd sedan slutet av 1800-talet.
En engelsk variant, kallad Eton mess, har funnits sedan 1800-talet. Den görs med jordgubbar, maräng och grädde eller glass men även banan kan användas, precis som i den svenska marängsvissen.